# Кохара, Кономи
Кономи Кохара (яп. 小原 好美 Кохара Кономи, род. 28 июня 1992, преф. Канагава, Япония) — японская сэйю. Работает в офисе Office Osawa. Дебютировала как сэйю в 2016 году и начала получать главные роли в аниме с 2017 года. Разговаривает на японском и корейском языках.

## Биография
Интересуясь аниме со средних классов, после окончания школы Кохара поступила в академию Human, чтобы стать сэйю. С 2012 по 2014 годы отработав как актриса, она перешла в Office Osawa. Дебют в качестве сэйю состоялся в 2016 году, а первой заметной ролью стала Аканэ Мидзуно в Tsuki ga Kirei. В 2019 году Кохара озвучила Тику Фудзивару в аниме-сериале «Госпожа Кагуя: В любви как на войне». На титрах третьей серии её персонаж станцевал ставший очень популярным танец под исполненную ею песню «Chikatto Chika Chika♡», за 18 месяцев запись этого эндинга набрала более 20 миллионов просмотров на YouTube.
В 2020 году её веб-радиопередача «Kohara Konomi no Kokoro Okinaku» выиграла в номинации «Лучшее расслабляющее радио» на шестой премии AniRadi.

## Фильмография

### Аниме
2016
- Bakuon!! — член клуба
- Barakamon — Хару Вада, студентка
- Mobile Suit Gundam: Iron-Blooded Orphans — студент

2017
- Classroom of the Elite [ТВ-1] — Аканэ Татибана
- Magical Circle Guru Guru — Кукури
- Tsuki ga Kirei — Аканэ Мидзуно

2018
- Asobi Asobase — Касуми Номура
- Hanebado! — Елена Фудзисава
- School Babysitters — Кирин Кумацука
- Teasing Master Takagi-san [ТВ-1] — Мина Хибино
- Yagate Kimi ni Naru — Коёми Коно

2019
- Domestic Girlfriend — Миу Асихара
- Hitori Bocchi no Marumaru Seikatsu — Кай Явара
- Ore wo Suki nano wa Omae dake ka yo — Луна Кусами
- Star Twinkle PreCure — Лала Хагаромо / Кюа Милки
- Sword Art Online: Alicization — Фидзэль
- Machikado Mazoku [ТВ-1] — Юко Ёсида / Сямико
- Teasing Master Takagi-san [ТВ-2] — Мина Хибино
- «Госпожа Кагуя: В любви как на войне» [ТВ-1] — Тика Фудзивара
- «Истребитель демонов» [ТВ-1] — Ханако Камадо

2020
- Darwin’s Game — Судзунэ Хиираги
- Koisuru Asteroid — Тикагэ Сакураи
- Murenase! Seton Gakuen — Миюби Сисё
- To Aru Kagaku no Railgun T — Долли
- Tonikaku Kawaii — Титосэ Кагинодзи
- «Госпожа Кагуя: В любви как на войне» [ТВ-2] — Тика Фудзивара

2021
- Mushoku Tensei — Рокси Мигурдия
- To Your Eternity — Упа
- Vivy: Fluorite Eye's Song — Юдзука Кирисима

2022
- Akebi-chan no Sailor Fuku — Минору Окума
- Classroom of the Elite [ТВ-2] — Аканэ Татибана
- Cuckoo no Iinazuke — Сати Умино
- Machikado Mazoku [ТВ-2] — Юко Ёсида / Сямико
- Teasing Master Takagi-san [ТВ-3] — Мина Хибино
- «Госпожа Кагуя: В любви как на войне» [ТВ-3] — Тика Фудзивара
- «Истребитель демонов» [ТВ-2] — Ханако Камадо

2024
- Sasayaku You ni Koi wo Utau — Мари Цуцуи

### Видеоигры
- Azur Lane — Мурманск
- Genshin Impact — Мона
- Summer Pockets — Сироха Нарусэ